# Петеритеа (Марамуреш)
Петеритеа (рум. Peteritea) насеље је у Румунији у округу Марамуреш у општини Вима Мика. Oпштина се налази на надморској висини од 371 m.

## Становништво
Према подацима из 2002. године у насељу је живело 273 становника, од којих су сви румунске националности.